# Peipsidrilus pusillus
Peipsidrilus pusillus är en ringmaskart som beskrevs av Timm 1977. Peipsidrilus pusillus ingår i släktet Peipsidrilus, och familjen glattmaskar. Arten är reproducerande i Sverige.